# Harrisia divaricata
Harrisia divaricata är en kaktusväxtart som först beskrevs av Jean-Baptiste de Lamarck, och fick sitt nu gällande namn av Curt Backeberg. Harrisia divaricata ingår i släktet Harrisia och familjen kaktusväxter. Inga underarter finns listade i Catalogue of Life.